# Szuhumi
Szuhumi (grúzul სოხუმი [Szohumi], abházul Аҟəа [Akva], oroszul Сухуми / Сухум [Szuhumi vagy Szuhum]) a Grúziához tartozó, de ténylegesen a független Abházia fővárosa. Fekete-tengeri kikötőváros, üdülőhely, vasúti és légi közlekedési csomópont.
Abházia fekete-tengeri partvonalának körülbelül a közepén található egy széles öböl partján. A féltrópusi éghajlatú Szuhumit messze földön ismerik strandjairól, szanatóriumairól, ásványvizes fürdőiről. A valamikori Szovjetunió egyik legnépszerűbb üdülőhelye volt és ma is előszeretettel látogatják az orosz turisták. Arborétumát az 1840-es években alapították.
Szuhumi számos kutatóintézetnek ad otthont. 1927-ben emberszabású majmoknak hoztak létre telepet, amely állat- és emberkísérletekhez szolgáltatott alapanyagot. A telep ma is a város egyik látványossága. 1945 és 1954 közt elektronfizikai laboratóriuma részt vett a szovjet atomfegyverek kifejlesztésében.
A környéken borszőlőt és dohányt termelnek.

## Történelem

### Ókor
Az itteni első ismert jelentősebb települést még az ókori görögök alapították, a Kr. e. 6. században, Miletosz Dioszkurisz néven. Már ekkor a Fekete-tenger egyik legfontosabb kikötője volt. Később, az időszámításunk kezdete táján, az 1. században római erőd épült a szomszédságában. 

### Közelmúlt
A város súlyos károkat szenvedett a grúz-abház konfliktusban az 1990-es évek elején.

## Éghajlat
Éghajlata nedves szubtrópusi (Köppen osztályozásán Cfa), amely nyáron elég hűvös ahhoz, hogy az óceáni éghajlathoz közelítsen. Leghidegebb hónap a január és a február. A tavasz viszont már februárban beköszönt. A fürdőidény májustól október végéig, november elejéig tart.
| Hónap                                 | Jan. | Feb. | Már. | Ápr. | Máj. | Jún. | Júl. | Aug. | Szep. | Okt. | Nov. | Dec. | Év   |
| ------------------------------------- | ---- | ---- | ---- | ---- | ---- | ---- | ---- | ---- | ----- | ---- | ---- | ---- | ---- |
| Átlagos max. hőmérséklet (°C)         | 9,4  | 10,0 | 13,6 | 17,5 | 21,8 | 25,5 | 27,8 | 28,0 | 25,0  | 21,0 | 16,0 | 12,0 | 19,0 |
| Átlagos min. hőmérséklet (°C)         | 2,0  | 2,7  | 5,2  | 8,0  | 12,5 | 17,0 | 19,0 | 19,0 | 16,0  | 12,0 | 8,0  | 4,5  | 10,5 |
| Átl. csapadékmennyiség (mm)           | 137  | 113  | 135  | 123  | 115  | 127  | 100  | 123  | 127   | 121  | 133  | 152  | 1506 |
| Forrás: , Georgia Travel Climate Inf. |      |      |      |      |      |      |      |      |       |      |      |      |      |

## Fő látnivalók
- Botanikus kert. Az 1840-ben alapított kertben a világ csaknem minden tájáról több száz fa- és cserjefélét nevelnek. [3]
- Prospekt Mira (Béke út) - bevásárlónegyed
- Tengerpart
- Abházia elnökének rezidenciája[6] és a kormányzati épületek
- Bagrat-kastély (abház: Аҟәатәи абааш). A 10-11. századból való. Valójában kis erődítmény, amelyet a régió bagratida uralkodója emeltetett a Beszleti-folyó szakadékos partjának magaslatán.[3] Innen szép kilátás nyílik a városra is.
- Szukhum-erőd
- Beszleti-híd (orosz: Беслетский мост) a város északi részén, az azonos nevű folyón, középkori árkádszerű kőhíd
- Az Angyali Üdvözlet-katedrális[7]
- A vasútállomás épülete

A környéken:
- A Nagy Abház (kelaszuri) Fal romjai (orosz: Келасурская стена) - a 7. századból maradt fenn. (Erődítménysora 160 km-en át húzódik, a Kelaszura- és Mokvi-folyók közötti szakaszon maradt fenn jobb állapotban.)
- Szt. János-kolostor[8]
- A Szuhumi Majomtelep

## Galéria

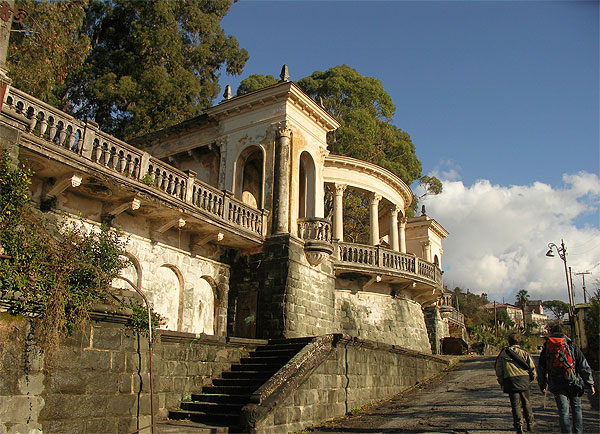
Szuhumi
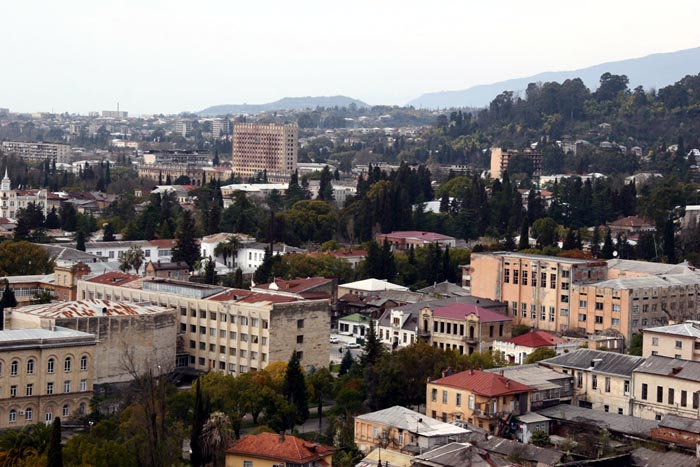
Városkép
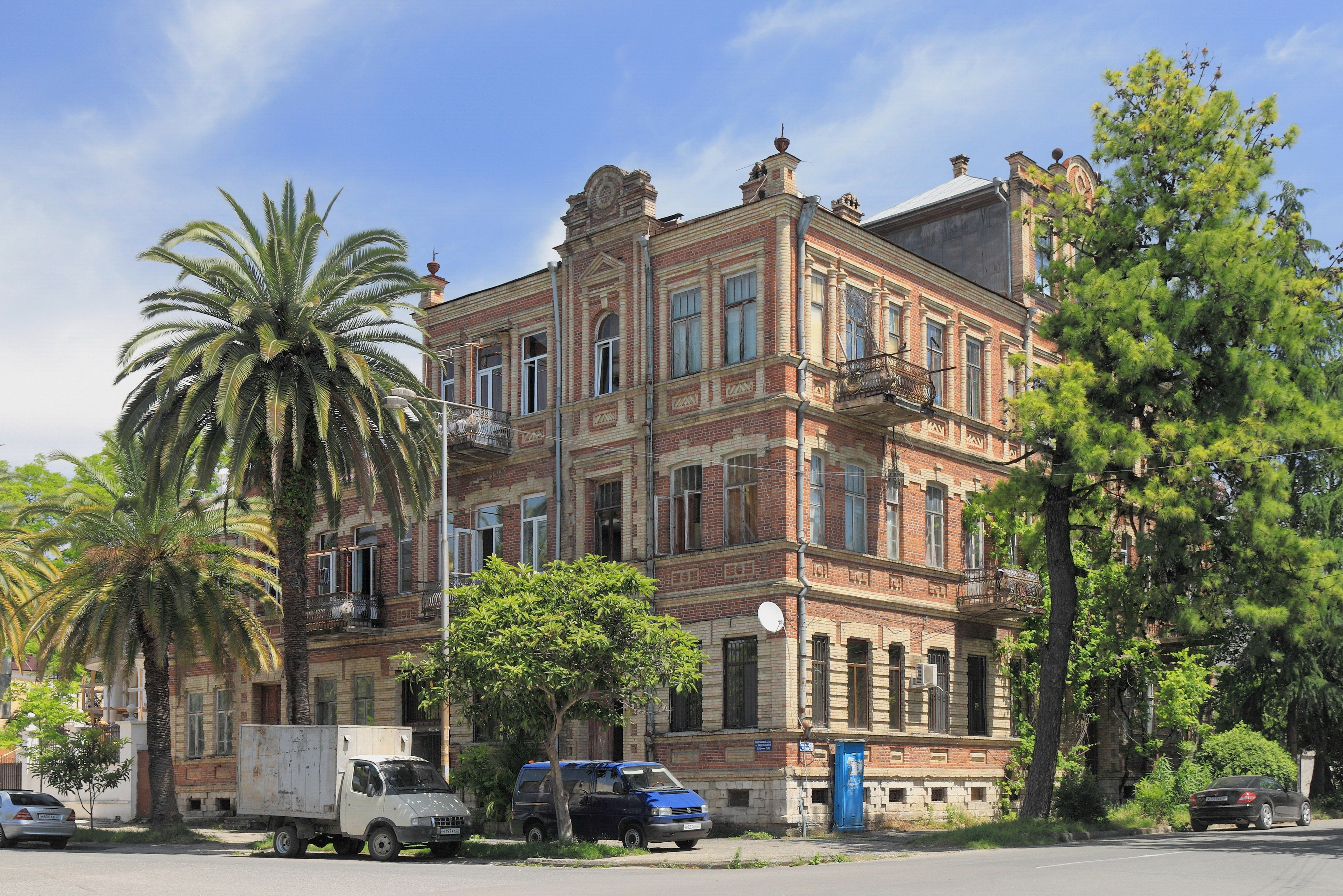
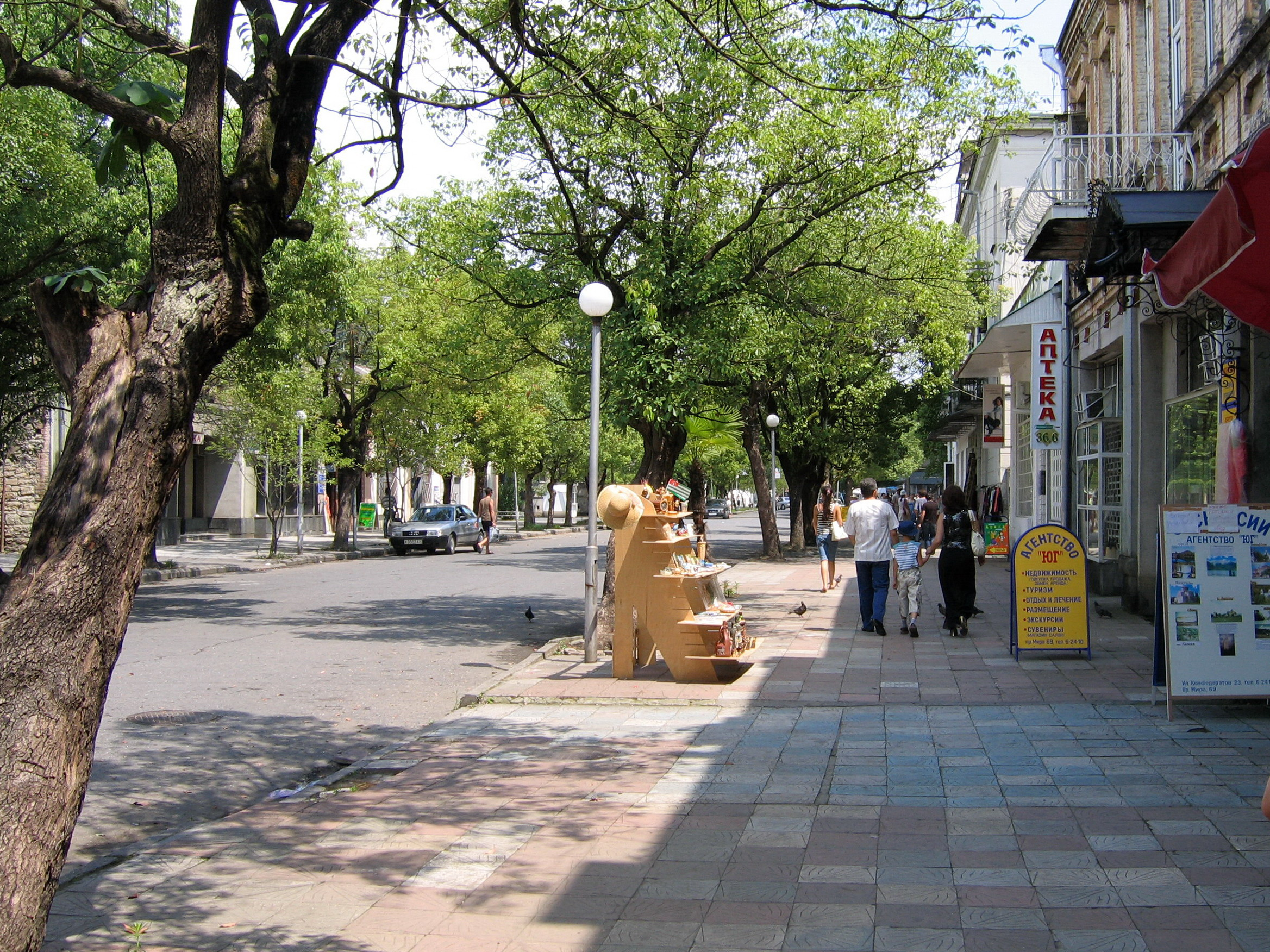
Belvárosi utca (Proszpekt Mira)
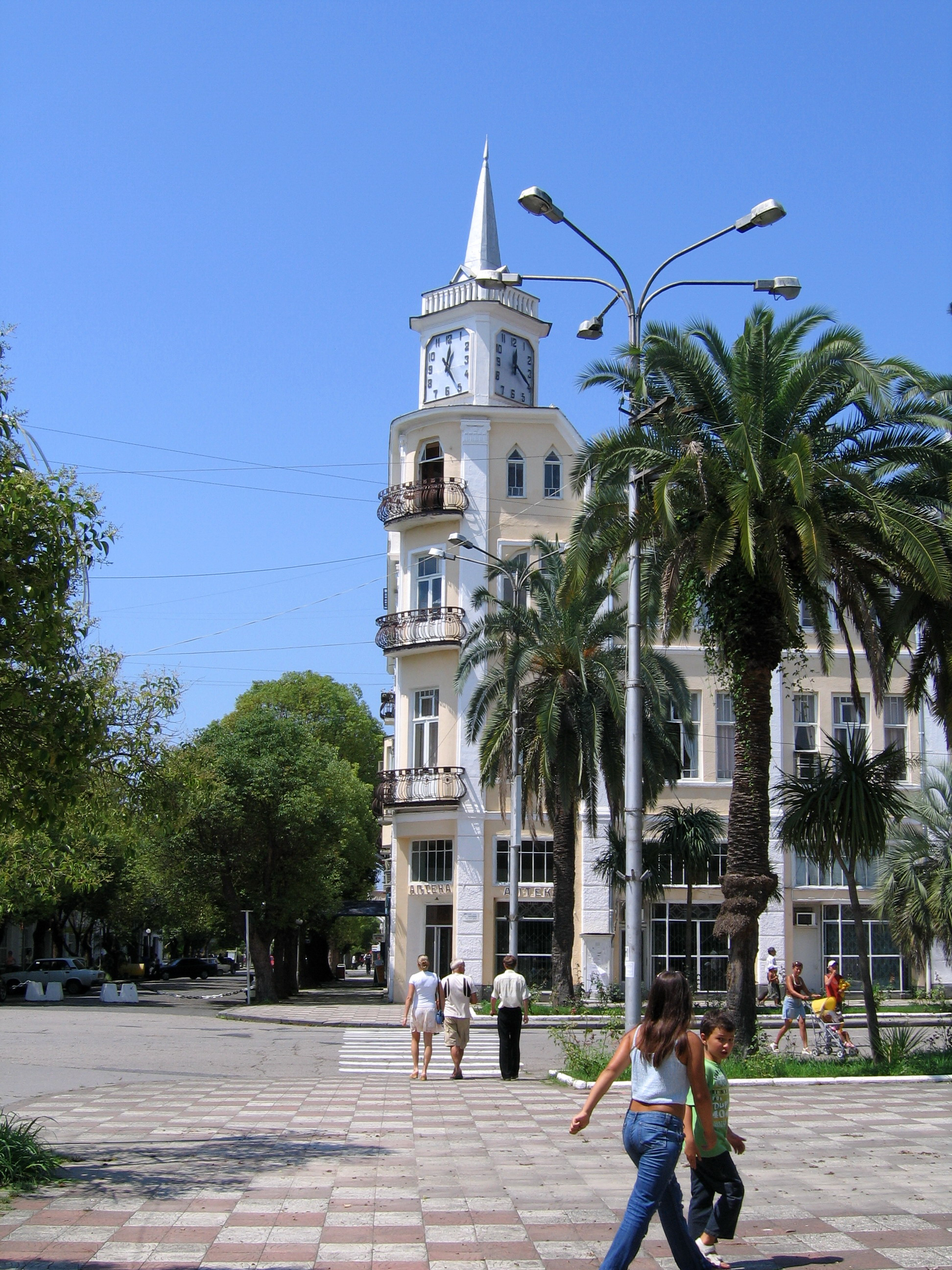
Városháza
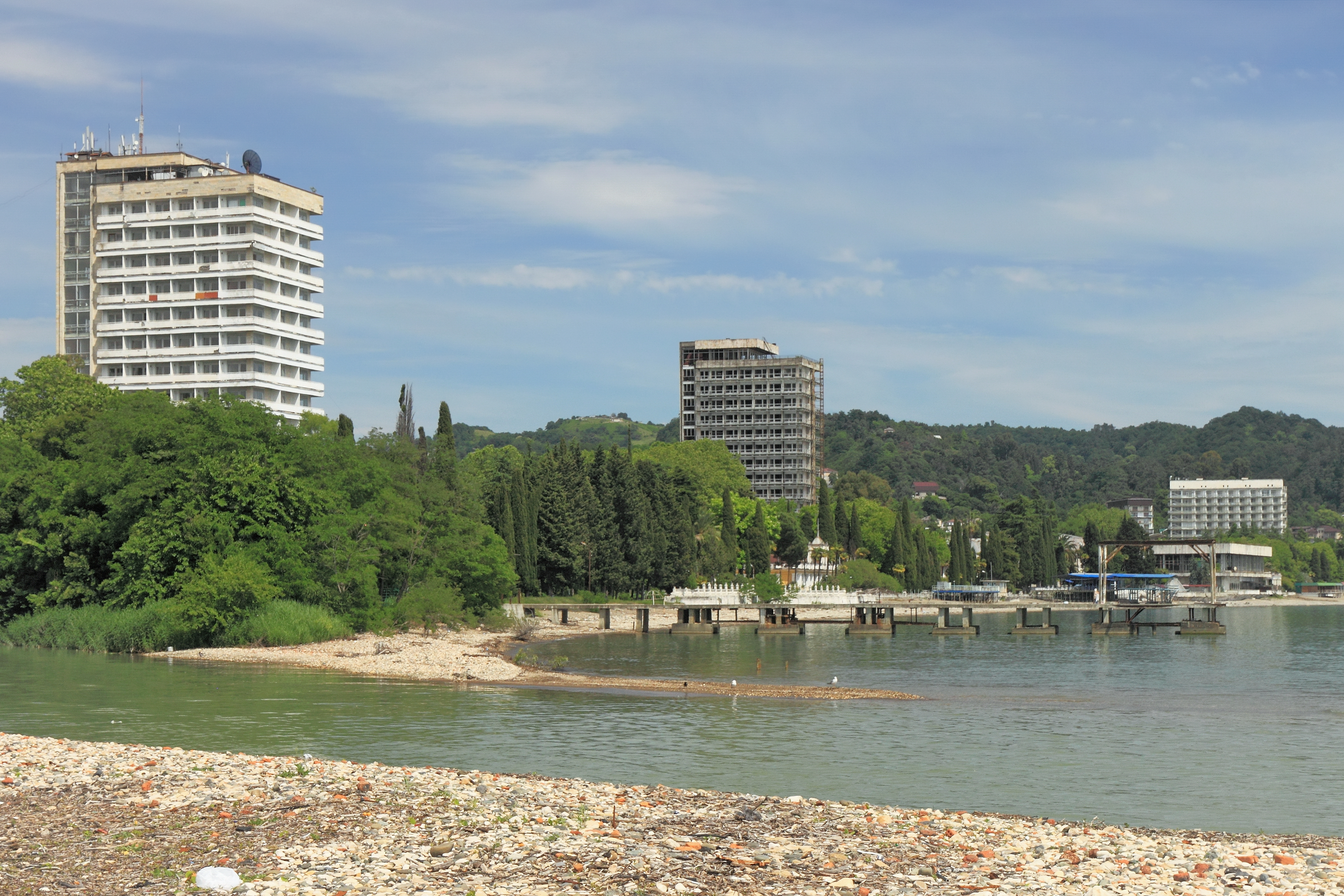
A szuhumi tengerpart
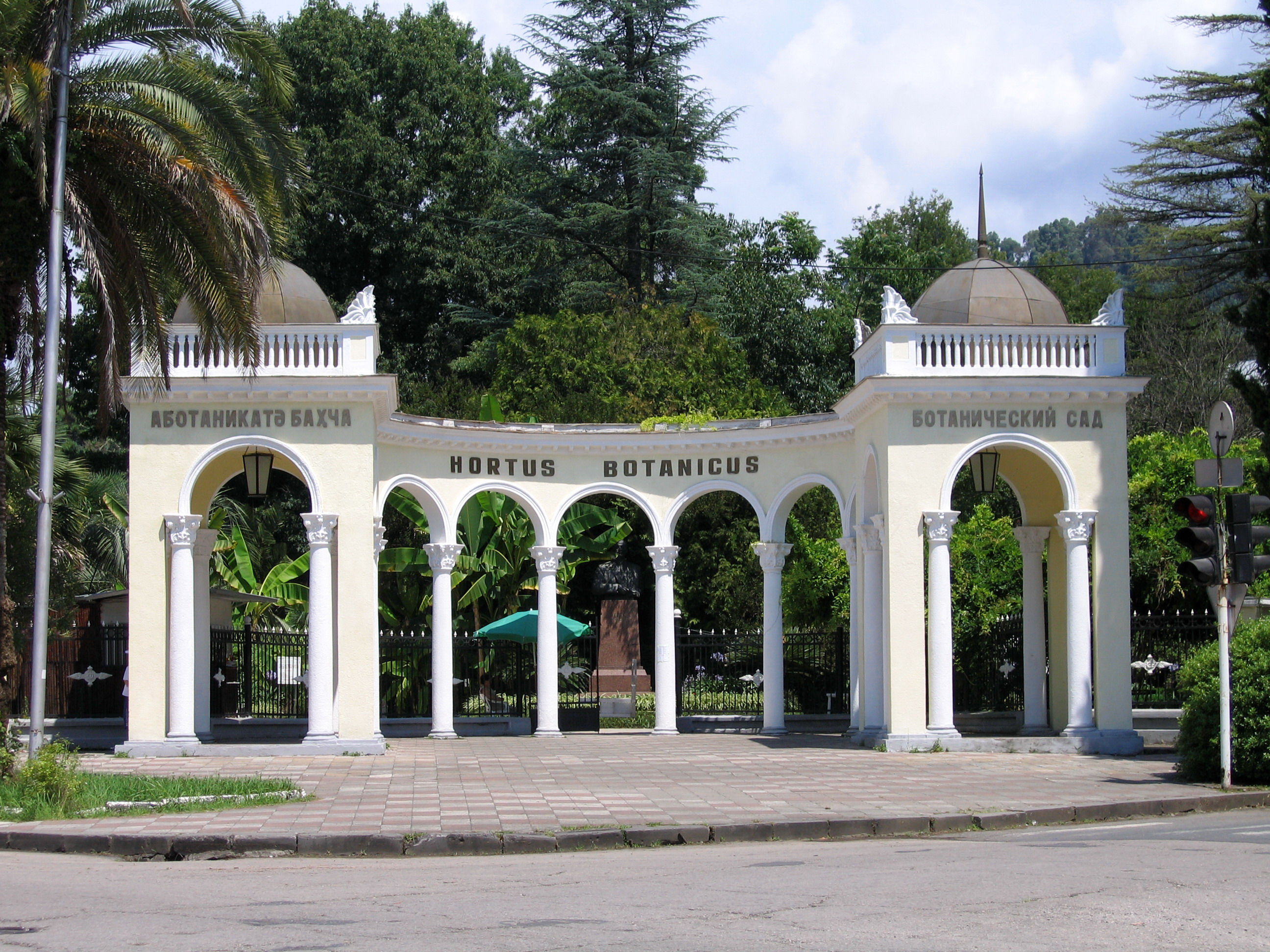
A szuhumi botanikus kert bejárata

## Fordítás
- Ez a szócikk részben vagy egészben  a   Sukhumi című angol Wikipédia-szócikk ezen változatának fordításán alapul.  Az eredeti cikk szerkesztőit annak laptörténete sorolja fel. Ez a jelzés csupán a megfogalmazás eredetét és a szerzői jogokat jelzi, nem szolgál a cikkben szereplő információk forrásmegjelöléseként.

## Külső hivatkozások
- UNOMIG.org fotógaléria Szuhumiról